# Fontanelle
Pour les articles homonymes, voir Fontanelle (homonymie).
Ne doit pas être confondu avec Fontenelle.
Les fontanelles sont des espaces membraneux séparant les différents os du crâne chez le nourrisson et le fœtus. 

## Structure
Les fontanelles se situent aux croisements de deux ou plusieurs sutures.
Il existe deux fontanelles impaires sagittales : la fontanelle antérieure et la fontanelle postérieure; et deux fontanelles paires : les fontanelles sphénoïdales et les fontanelles mastoïdiennes.

### Fontanelles impaires
Les fontanelles impaires se situent au sommet du crâne dans le plan sagittal.

#### Fontanelle antérieure
La fontanelle antérieure est la plus grande des fontanelles. Elle forme un losange entre l'os frontal et les deux os pariétaux au niveau du bregma, à la jonction des sutures sagittale, coronale et métopique.

#### Fontanelle postérieure
La fontanelle postérieure forme un triangle entre l'os occipital et les deux os pariétaux au niveau du lambda, à la jonction des sutures sagittale et lambdoïde.

### Fontanelles paires

#### Fontanelle sphénoïdale
Les deux fontanelles sphénoïdales (ou fontanelles ptériques ou fontanelles antéro-latérales) se situent latéralement au niveau des fosses temporales. Elles se placent entre la grande aile de l'os sphénoïde, l'os frontal, l'os pariétal et l'os temporal au niveau du ptérion à l'extrémité latérale de la suture coronale. Elles finissent de s'ossifier au plus tard le 6éme mois.

#### Fontanelle mastoïdienne
Les fontanelles mastoïdiennes (ou fontanelles astériques ou fontanelles latérales postéro-latérales) se situent latéralement entre la portion mastoïdienne de l'os temporal, l'os occipital et les os pariétaux, au niveau de l'astérion, à la jonction des sutures lambdoïde, pariéto-mastoïdienne et occipito-mastoïdienne. Elles se ferment au deuxième mois.

### Autres fontanelles
Entre la fontanelle antérieure et la fontanelle postérieure, il peut exister une fontanelle inconstante : la fontanelle sagittale (ou fontanelle obélique ou fontanelle supplémentaire ou fontanelle de Gerdy) entre les deux os pariétaux.
La fontanelle de Gasser à la jonction de la suture temporale et de la suture transversale postérieure n'existe qu'à la période fœtale.

## Anatomie fonctionnelle
Les fontanelles permettent la croissance du crâne au rythme de celle de l’encéphale, qui est encore importante avant l’âge de deux ans. Elles donnent également une certaine flexibilité au crâne facilitant l'accouchement.

## Aspect clinique

### Examen des fontanelles

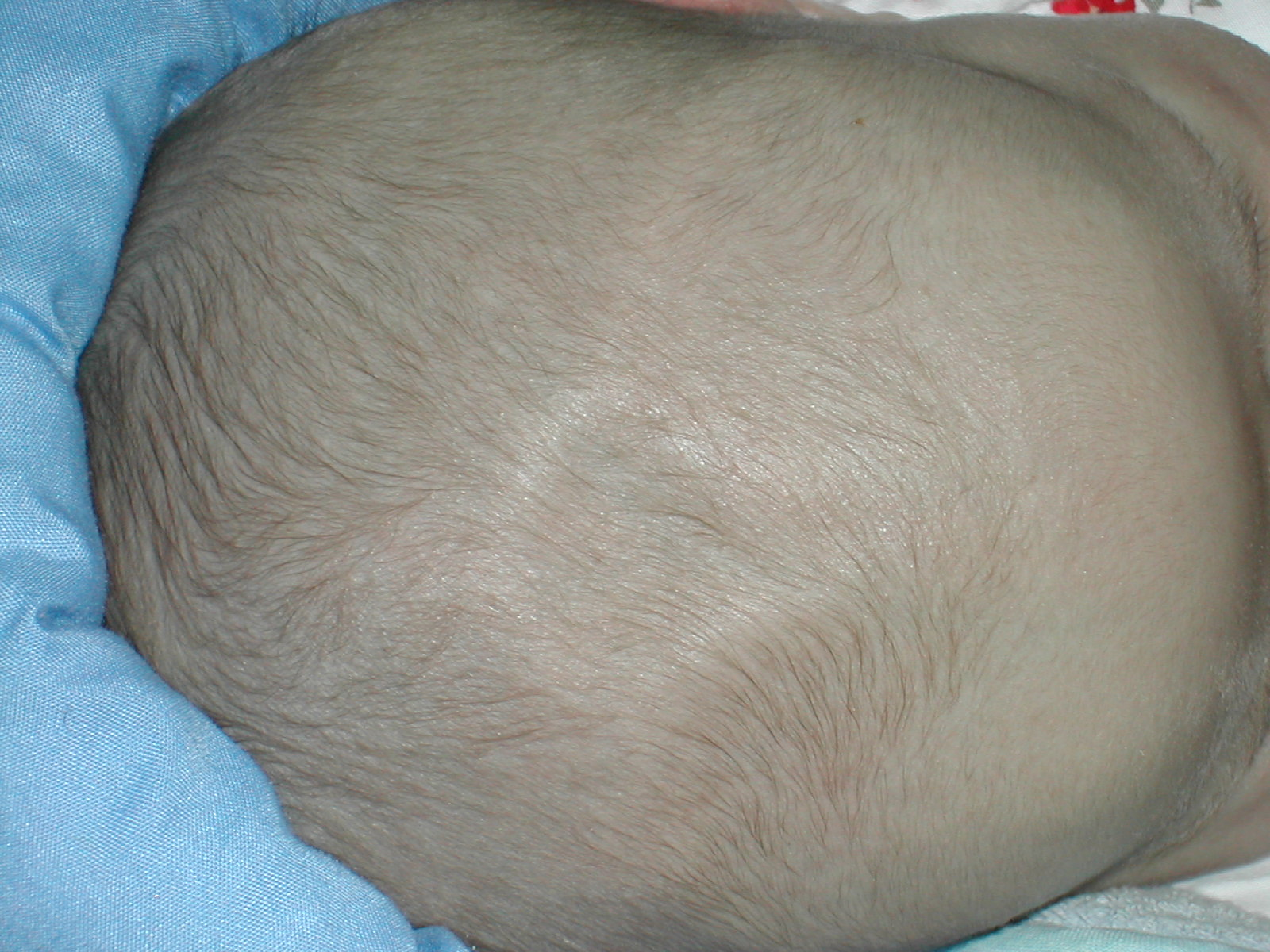
La fontanelle antérieure, à 1 mois.

L’examen des fontanelles, c’est-à-dire la palpation, est pratiqué au cours de l’examen neurologique du nouveau-né. Il permet de détecter quelques pathologies neurologiques qui se traduisent par certaines modifications de l’aspect des fontanelles :
- Une dépression de la fontanelle antérieure permet de détecter une déshydratation (la fontanelle marque le creux du doigt).
- Une saillie des fontanelles peut traduire une hypertension intracrânienne permettant de diagnostiquer une hydrocéphalie ou une méningite (il faut bien la distinguer de la saillie normale lorsque le bébé pleure ou crie).
- Un retard dans la fermeture de la fontanelle antérieure peut caractériser du rachitisme.
- Une fermeture prématurée des fontanelles (la craniosténose), entraîne un volume du crâne inférieur à la normale.

### Fenêtre échographique ouverte sur le cerveau du nouveau-né
La fontanelle antérieure permet aussi un examen du cerveau par échographie, avant que les os ne fusionnent (vers l'âge de 2 ans) ; 
Une étude publiée en 2017 a présenté une petite sonde ultrasonique de 40 grammes de la taille d’un domino et à haute résolution spatio-temporelle (200 µm pour l’échographie et 1 ms pour l'EEG). Une fois positionnée sur les fontanelles via une monture en silicone souple elle est capable d’enregistrement vidéo EEG et d’imagerie ultrasonore en continu. Elle s'est montrée environ 50 fois plus sensible que les ultrasons classiques pour mesurer le débit sanguin, permettant un suivi non invasif d'une partie du système microvasculaire cérébral du nouveau-né. 

Cet outil d’échographie fonctionnelle distingue les deux phases du sommeil du bébé et associé à l'EEG, il détecte des convulsions (expérimenté chez deux nourrissons dont le cortex s'était anormalement développé), montrant même le lieu du cerveau d’où les crises sont parties (en suivant les vagues d'augmentation du flux sanguin qui se produisent alors). Cette sonde ne peut cependant actuellement surveiller que la zone située sous la fontanelle, mais pourrait peut-être grâce aux progrès de la technique devenir capable de détecter une activité cérébrale anormale par exemple en cas de septicémie précoce, d’infection de la circulation sanguine (cause de lésion cérébrale). Cette technique intéresse aussi la surveillance d’essais cliniques chez le bébé ou les neuroscientifiques (par exemple pour l’étude de l'autisme). Parce que l’Imagerie par résonance magnétique n’était pas adaptée aux bébés et notamment en cas d'urgence médicale, cette technique pourrait permettre de mieux comprendre le développement du cerveau aux premiers âges de la vie .

## Anatomie comparée

### Primates
Chez les singes, les fontanelles fusionnent peu après la naissance. Chez les chimpanzés, la fontanelle antérieure est complètement fermée à l'âge de 3 mois.

### Chiens
Une pathologie des chiens laisse les fontanelles ouverte souvent associé à l'hydrocéphalie.
Une fontanelle ouverte est une caractéristique reconnue de la race Chihuahua . Le standard de race de l'American Kennel Club stipule que le crâne du Chihuahua doit être bombé. Cependant, la norme de la Fédération Cynologique Internationale (FCI) pour le Chihuahua répertorie une fontanelle ouverte comme une disqualification.

### Cheval
Les fontanelles du poulain persistent jusqu'à l'âge de deux ans.

### Carapaces des tortues
L'armature osseuse de la carapace des tortues présente également des fontanelles de nature membraneuse.
Elles jouent un rôle similaire au cours de la croissance de la carapace. 
Pour certaines espèces, les fontanelles persistent au cours de toute la vie comme chez la  tortue imbriquée , et confèrent ainsi de la légèreté à la carapace.
La carapace de la tortue luth n'est pratiquement plus formée que par les fontanelles, la partie osseuse étant réduite à des alignements d'osselets appelés carènes.